# Marscape
Marscape is het tweede en laatste studioalbum dat werd uitgebracht door het duo Jack Lancaster en Robin Lumley.

## Inleiding
Na het album Peter and the wolf mocht het duo een tweede album opnemen. Met grotendeels dezelfde musici trok men de Trident Studios in voor een denkbeeldige muzikale reis naar Mars. Inspiratie was opgedaan in kasteel Domaine de George Sand van George Sand waar ook Frédéric Chopin verbleef. Lancaster en Lumley traden zelf naar voren in de functie van muziekproducent, waarbij Lancaster later aangaf, dat zij elkaar aanvulden in die hoedanigheid. Inspiratie haalden de twee uit sciencefictionromans van Arthur C. Clarke, Isaac Asimov en vooral van Ray Bradbury met zijn De kronieken van Mars. De muziek was eigenlijk al af toen het gezelschap de studio introk, maar door jamsessies werd er toch aan de nummers gesleuteld. Om tot een totaalconcept te komen bemoeiden beide heren zich ook met de platenhoes van Peter Sibley en Paul Wakefield; de hoes was in hun ogen toch de blikvanger van het album.
De muziek van Marscape is progressieve rock vermengd met filmische muziek, fusion en een vleugje reggae. 

## Musici
- Jack Lancaster – lyricon, saxofoons, dwarsfluiten, bamboefluiten, viool, gladfluit, watergong en panfluit
- Robin Lumley – toetsinstrumenten, autoharp
- John Goodsall – gitaren
- Percy Jones – basgitaar, percussie sequencer, watergong
- Phil Collins – drumstel, percussie
- Bernie Frost – tekstloze zang
- Morris Pert – percussie
- Simon Jeffes - koto

## Muziek
Alle muziek van Lancaster en Lumley

| Nr. | Titel                                                                            | Duur |
| --- | -------------------------------------------------------------------------------- | ---- |
| 1.  | Take-off (Into Earth orbit)                                                      | 3:04 |
| 2.  | Sail on solar winds (The journey)                                                | 2:44 |
| 3.  | Arrival (Into Martial orbit)                                                     | 1:42 |
| 4.  | Phobos and Deimos (Phobos, Deimos, The twin moons of Mars)                       | 4:32 |
| 5.  | With a great feeling (Inner warmth and feelings of affinity)                     | 2:46 |
| 6.  | With a great feeling (Marscape: outer cold and icy silence)                      | 2:13 |
| 7.  | Olympus Mons (One of the largest volcanoes on Mars)                              | 5:21 |
| 8.  | Homelight (Reflecting on distant earth)                                          | 3:10 |
| 9.  | Hopper (Machine for negotiating the rough Martian terraine)                      | 4:21 |
| 10. | Dust-storm                                                                       | 3:19 |
| 11. | Blowholes (the pipes of Mars) (Winds blow thorugh naturally sculpted rock forms) | 2:57 |
| 12. | Realisation                                                                      | 5:58 |
| 13. | Release                                                                          | 2:11 |
| 14. | With a great feeling of love                                                     |      |
| 15. | Hopper                                                                           |      |

De laatste twee tracks zijn bonustracks; het zijn de respectievelijke singleversies.

## Brand X
Zoals geschreven was dit het laatste album van het duo. Opvallend was dat in dezelfde periode (1975/1976) het eerste album van Brand X, Unorthodox behaviour tot stand kwam. Brand X bestond weliswaar al vanaf 1974, maar was nog geen hecht collectief tot september 1975. Brand X bestond toen uit Goodsall, Lumley, Jones en Collins. Toch constateerde Muziekblad OOR in 1977 al de overgang van Peter and the wolf richting Unorthodox behaviour. Lancaster gaf echter bij een heruitgave van Marscape in 2022 aan dat er nog geen sprake was van een definitief Brand X toen Marscape werd opgenomen. Dat er overeenkomsten zijn tussen beide albums werd door hem toegeschreven aan dezelfde musici die speelden en dezelfde opnamestudio. Lancaster ging echter niet mee naar Brand X, maar is er op de track Touch wood van Unorthodox behaviour te horen. 